# Y Xuyên
Y Xuyên (chữ Hán giản thể: 伊川县, âm Hán Việt: Y Xuyên huyện) là một huyện thuộc địa cấp thị Lạc Dương, tỉnh Hà Nam, Cộng hòa Nhân dân Trung Hoa. Huyện Y Xuyên có diện tích 1243 km², dân số năm 1999 là 713.791 người. Mã số bưu chính của Y Xuyên là 471300 Mộ Phạm Trọng Yêm nằm ở huyện này là một di tích lịch sử của Cộng hòa Nhân dân Trung Hoa.